# Покрет (лист)
Покрет је омладински лист  за  књижевност, уметност, науку и друштвени живот који је излазио у Сомбору, од 12. новембра 1955. до 1989. године.

## Историјат
Први број „Покрета” омладинског листа за књижевност, уметност, науку и друштвени живот објављен је 12. новембра 1955. године у Сомбору. 
Основан је као орган омладине Савеза комуна сомборског среза, ради обавештавања чланова о свим питањима од интереса за живот и рад младих. 
Као лист Народне омладине среза сомборског лист излазио је 1958. и 1959. године. 
У 1960. години Покрет излази као орган трибине младих у Сомбору, а од броја 3 (1962. године) поново као месечни лист омладине сомборског среза. 
Као орган Савеза омладине среза Суботица излази од броја 2, од 1963.  до 1965. године, када поново постаје орган Савеза омладине Сомбора. 

### Поднаслови листа
Лист је у току излажења често мењао поднаслове:
- Лист Народне омладине среза сомборског (од броја 8, 1954. године),
- Лист трибине младих – Сомбор (од броја 8/9, 1959. године),
- Књижевност, уметност, разонода, музика, друштвена питања, филм (од броја 1, 1960. године),
- Месечни лист трибине младих – Сомбор (од броја 2, 1961. године),
- Лист омладине Сомбора (од броја 1, 1963. године),
- Месечни лист омладине Суботичког среза (од броја 2, 1963. године),
- Месечни лист омладине општине Сомбор (од броја 2, 1965. године),
- Књижевни месечни лист (од броја 1, 1975. године),
- Лист младих за младе (од броја 1, 1976. године) и
- Лист младих и за младе ОК ССОВ у Сомбору (од броја 1, 1978. године).[1]

### Периодичност излажења
Лист Покрет је излазио месечно.

### Изглед листа
Лист Покрет је штампан у формату 29, 36 и 45cm.

### Место издавања
Сомбор; Суботица, од од 12. новембра 1955. до 1989. године.

### Штампарије и издавачи
Лист је штампан на ћириличном и латиничном писму у Сомбору и Суботици (од бр. 2 , 1963. до бр. 1, 1965. године).
Издавачи Покрета били су:
Срески комитет Савеза омладине Суботице (од бр. 6, 1964. године), 
Општински комитет Савеза омладине Сомбор (од бр. 1, 1966. године), 
ОК Савеза омладине Сомбор (од бр. 1/2, 1970. године), 
Новинска издавачка, радио информативна установа Сомбор (од бр. 4, 1971. године) и 
Информативни центар у Сомбору (од бр. 3, 1972. године).

## Уредници
Одговорни уредници Покрета били су:
Први одговорни уредник био је Жељко Шарчевић. После њега одговорни уредници су били Љубомир Маџар (од бр. 7, 1956. године), Веселин Голубовић (од бр. 8, 1957. године) и Зоран Љубеновић (од бр. 1/2, 1959. године). 
Главни и одговорни уредници били су:
Љубомир Милојчић (од бр. 8/9, 1959. године), Стојан Бербер (од бр. 1, 1961. године), Антон Раич (од бр. 8, 1961. године); Петар Релић (од бр. 1, 1964. године), Душан Исаков (од бр. 5, 1965. године), Александар Петрић (од бр. 6, 1965. године), Миле Ненадич (од бр. 1, 1968. године); Давид Кецман (од бр. 12, 1975. године), Слободан Јерковић (од бр. 1, 1978. године), в.д. Недељка Рајић (од бр. 1, 1980. године), Слободан Јерковић (од бр. 5, 1980. године), Јелисавета Прелчец (од бр. 1, 1983. године) и  в.д. Љубица Зелић (од бр. 2, 1987. године).